# Благоево (Коми)
Бла́гоево (коми Благоев) — посёлок городского типа в Удорском районе республики Коми. Административный центр городского поселения Благоево.
В посёлке (станция Вендинга) оканчивается ветка Северной железной дороги. Пассажирских перевозок на ветке «Сэлегвож — Вендинга» нет. Планируется, что Вендинга будет станцией проекта Белкомур.

## География
Расположен в 50 км (по дорогам) западнее районного центра — села Кослан и южнее деревни Вендинга и посёлка Солнечный. Посёлок расположен в междуречье реки Вашка и её притока — реки Венью (на левом берегу этой реки).

## История
Основан в феврале 1968 года. В конце года в посёлке насчитывалось 70 человек. 30 января 1970 года — официальная дата начала строительства посёлка Благоево. 19 ноября 1970 посёлок был официально зарегистрирован как вновь возникший и включён в состав Усть-Вачергского сельсовета (позднее передан в Усогорский сельсовет). Изначально в населённом пункте проживало очень много болгар, которые занимались повалкой леса, а также строительством самого посёлка.
Указом Президиума Верховного Совета РСФСР от 8 февраля 1971 года вновь образованному посёлку было присвоено название Благоево — в память о видном политическом деятеле Народной Республики Болгарии Д. Благоеве.
С 2 декабря 1975 года Благоево — посёлок городского типа.

## Население
| 1979  | 1989  | 2002  | 2009  | 2010  | 2012  | 2013  |
| ----- | ----- | ----- | ----- | ----- | ----- | ----- |
| 5033  | ↘4695 | ↘2640 | ↘2513 | ↘2221 | ↘2126 | ↘2092 |
| 2014  | 2015  | 2016  | 2017  | 2018  | 2019  | 2020  |
| ↘2088 | ↗2102 | ↗2111 | ↗2128 | ↘2104 | ↘2076 | ↘2028 |
| 2021  | 2024  |       |       |       |       |       |
| ↘1918 | ↘1856 |       |       |       |       |       |